# George Frederick Pinto
George Frederick Pinto, battezzato George Frederick Sanders o Saunders (Lambeth, 25 settembre 1785 – Chelsea, 23 marzo 1806), è stato un compositore, pianista e violinista britannico.

## Biografia
La madre Julia era figlia del violinista inglese Thomas Pinto, di origini napoletane. Lo stesso George fu  un bambino prodigio del violino, e all'età di otto anni andò sotto la protezione dell'impresario teatrale Johann Peter Salomon. Pinto prese il cognome dalla madre ed esordì come concertista nel 1796 a Londra. Durante il resto della sua breve carriera tenne regolarmente concerti nella capitale e nelle province inglesi ed effettuò due brevi tournée a Parigi.
Pinto cominciò a suonare il pianoforte quando era ormai violinista di professione, ma il piano divenne presto il suo strumento di elezione. Scrisse dei pezzi - alcuni dei quali rimasti incompiuti - per entrambi gli strumenti. Altri, tra cui un concerto per violino, sono andati perduti. Morì per cause ignote, a quanto pare da "martire della dissipazione", dopo aver dato un concerto per beneficenza a Birmingham e aver pernottato in una stanza umida. È stato suggerito che i numerosi riferimenti alla "dissipazione" di Pinto da parte dei contemporanei possano essere accenni nascosti all'omosessualità. Alla sua morte, Salomon scrisse che se egli fosse sopravvissuto e avesse resistito alle tentazioni della società, l'Inghilterra avrebbe avuto l'onore di dare i natali a un secondo Mozart. 
Le sue sonate per pianoforte sono state eseguite su CD dal pianista inglese Thomas Wakefield.

## Opere (elenco incompleto)

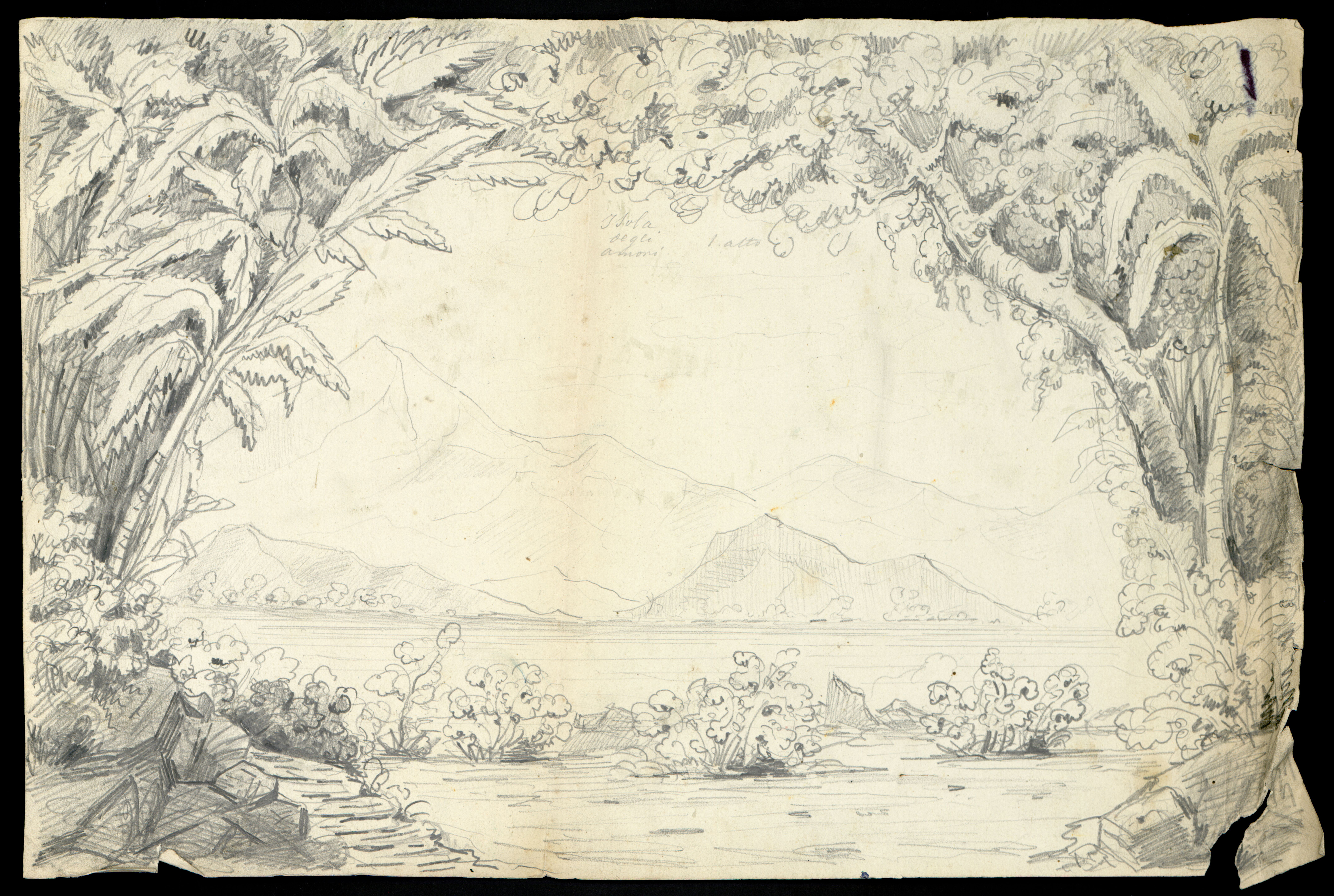
Senza titolo, bozzetto per L'isola degli amori (1859). Archivio Storico Ricordi

- 3 Favorite Airs per pianoforte op. 2 (1802)
- Sei canzonette per voce e pianoforte (Birmingham, 1803)
- Quattro canzonette per voce e pianoforte (Edimburgo)
- 2 Sonate per pianoforte op. 3 (1803)
- Grand Sonata in do min. per pianoforte (1803)
- 3 Sonatine per pianoforte op. 4 (1804)
- 3 Duetti per due violini op. 5
- Tre Sonate per violino e pianoforte (1806)